# Wenlock
| Devoniano                                                                                           | Inferiore     | Lochkoviano | Più recente |
| Siluriano                                                                                           | Pridoliano    | -           | 422,7±1,6   |
| Siluriano                                                                                           | Ludloviano    | Ludfordiano | 425,0±1,5   |
| Siluriano                                                                                           | Ludloviano    | Gorstiano   | 426,7±1,5   |
| Siluriano                                                                                           | Wenlock       |             |             |
| Siluriano                                                                                           | Homeriano     | 430,6±1,3   |             |
| Siluriano                                                                                           | Sheinwoodiano | 432,9±1,2   |             |
| Siluriano                                                                                           | Llandovery    |             |             |
| Siluriano                                                                                           | Telychiano    | 438,6±0,1   |             |
| Siluriano                                                                                           | Aeroniano     | 440,5±1,0   |             |
| Siluriano                                                                                           | Rhuddaniano   | 443,1±0,9   |             |
| Ordoviciano                                                                                         | Superiore     | Hirnantiano | Più antico  |
| Suddivisione del sistema del Siluriano secondo la Commissione internazionale di stratigrafia (ICS). |               |             |             |

Nella scala dei tempi geologici, il Wenlock rappresenta la seconda delle quattro epoche o serie stratigrafiche in cui è suddiviso il Siluriano, che a sua volta è il terzo dei sei periodi in cui è suddivisa l'era del Paleozoico.
Il Wenlock è compreso tra 428,2 ± 2,3 e 422,9 ± 2,5 milioni di anni fa (Ma), preceduto dal Llandovery e seguito dal Ludlow.
È in quest'epoca che entrarono in collisione tra loro i paleocontinenti Laurentia, Baltica e Avalonia; il risultato delle pressioni esercitate da queste enormi masse in collisione tra loro fu l'Orogenesi caledoniana, che contribuì a rimodellare l'aspetto della parte settentrionale dell'Europa.

## Suddivisioni
Il Wenlock è suddiviso in due piani geologici:
- Homeriano: da 426,2 ± 2,4 a 422,9 ± 2,5 milioni di anni fa (Ma)
- Sheinwoodiano: da 428,2 ± 2,3 a 426,2 ± 2,4 milioni di anni fa (Ma)

## Etimologia
Il Wenlock deriva il suo nome dal paese di Much Wenlock, nello Shropshire, in Inghilterra, nelle cui vicinanze furono identificati gli affioramenti rocciosi risalenti a questa epoca.
L'epoca e la denominazione furono introdotte nella letteratura scientifica nel 1833 dal geologo scozzese Roderick Murchison.

## Definizioni stratigrafiche e GSSP
La base del Wenlock, che coincide con quella del suo primo stadio, lo Sheinwoodiano, non è ancora esattamente definita ed è posizionata tra la base della biozona 5 degli Acritarchi e il livello di scomparsa dei conodonti della specie Pterospathodus amorphognathoides. Il limite è probabilmente anche in prossimità della base della zona dei graptoliti della specie Cyrtograptus centrifugus. 
Il limite superiore è vicino alla base della biozona graptolitica del Neodiversograptus nilssoni, poco al di sotto della biozona degli acritarchi della specie Leptobrachion longhopense. 

### GSSP
Il GSSP, il profilo stratigrafico di riferimento della Commissione Internazionale di Stratigrafia, è stato identificato nel ruscello Hughley Brook, alla base della Buildwas Formation, circa 200 metri a sud-ovest delle poche case di Leasows e 500 metri a nord-ovest della chiesa di Hughley, ad Apedale nello Shropshire, in Inghilterra. 
Il limite non coincide con la base della biozona del Cyrtograptus centrifugus, come era stato ipotizzato al momento della sua definizione. Gli studi più recenti raccomandano un livello conodontico più elevato e più correlabile, (Ireviken datum 2), che coincide approssimativamente con la base della biozona dei graptoliti della specie Cyrtograptus murchisoni.